# Brashear (cráter)
(Este artículo trata sobre un cráter Lunar. El cráter de Marte se encuentra en Brashear (cráter marciano))
Brashear es un cráter de impacto de la cara oculta de la Luna, situado en el hemisferio sur, en las proximidades del polo sur. Se encuentra justo al sur de la llanura del cráter amurallado Antoniadi, dentro de las rampas exteriores del cráter formadas por el material expulsado. Al noreste, además de Antoniadi aparece el cráter Numerov, y al sureste se encuentra De Forest, más reciente.
Esta formación es poco más que una depresión poco profunda en la superficie lunar, muy erosionado y cubierto por el material expulsado desde el cráter Antoniadi, relativamente más reciente y situado justo al norte.
El cráter satélite Brashear P se encuentra al sursudoeste, muy desgastado por impactos posteriores. Conectado con el borde meridional de este cráter aparece una serie de valles y cráteres de impacto que alcanzan un par de cientos de kilómetros hacia el este.

## Cráteres satélite
Por convención estos elementos son identificados en los mapas lunares poniendo la letra en el lado del punto medio del cráter que está más cerca de Brashear.
|          | \| Brashear \| Coordenadas \| Diámetro \| \| -------- \| -------------------------------- \| -------- \| \| P \| 76°48′S 175°42′O / -76.8, -175.7 \| 71 km \| |          |
| Brashear | Coordenadas | Diámetro |
| P        | 76°48′S 175°42′O / -76.8, -175.7 | 71 km    |